# Jésus de Nazareth (film, 1911)
Pour les articles homonymes, voir Jésus de Nazareth (homonymie).
Jésus de Nazareth est un court métrage muet français réalisé par Henri Desfontaines et André Calmettes sorti en 1911.

## Fiche technique
- Co-réalisation : Henri Desfontaines et André Calmettes
- Pays : France
- Format : Muet - Noir et blanc
- Genre : Court métrage
- Durée : inconnue
- Date de sortie : 
  -  France - 1911

## Distribution
- Henri Desfontaines
- Henri Pouctal
- Jules Leitner
- Jacques Guilhène
- Suzanne Revonne